# کلاس‌بندی ورزشی معلولان
کلاس‌بندی ورزش معلولان سیستمی است که رقابت منصفانه میان افراد با معلولیت‌های گوناگون را ممکن می‌سازد.
از لحاظ تاریخی، این فرایند بر پایه دو گروه بوده است: سازمان‌های ورزشی نوع معلولیتی خاص که چند رشته ورزشی را پوشش می‌دهند، و سازمان‌های ورزشی خاص که چند نوع معلولیت از جمله: قطع عضو، فلج مغزی، ناشنوایی، معلولیت‌های ذهنی، کوتاه‌قدی و مانند آن، معلولیت‌های بینایی، ضایعه نخاعی، و معلولیت‌های دیگری که مشمول این گروه‌ها نیست را پوشش می‌دهند. در میان انواع معلولیت‌های خاص، برخی سازمان‌های بزرگ عبارت بوده‌اند از: CPISRA برای فلج مغزی و آسیب‌های سر، ISMWSF برای ضایعه‌های نخاعی، ISOD برای نقص عضو و قطع عضو، INAS برای افرادی با معلولیت‌های ذهنی، و IBSA برای ورزشکاران نابینا و کم‌بینا.

## قطع عضو
کلاس‌بندی ورزشی قطع عضو، کلاس‌بندی خاصی است که در ورزش‌های معلولان به منظور آسان ساختن رقابت منصفانه میان افرادی با قطع عضوهای مختلف، از آن استفاده می‌شود. این کلاس‌بندی توسط سازمان بین‌المللی ورزش‌های معلولان (ISOD) تعیین می‌گردد و اخیراً IWAS که سال ۲۰۰۵ ISOD در آن ادغام شد این کار را بر عهده دارد. هر ورزش ساختار مدیریت ورزشی خاصی در کلاس‌بندی برای افراد قطع عضو دارد. کلاس‌ها در نظام کلاس‌بندی ورزش‌های قطع عضو آیساد عبارتند از: آ۱، آ۲، آ۳، آ۴، آ۵، آ۶، آ۷، آ۸ و آ۹. چهار کلاس نخست برای افرادی با قطع اعضای پایین‌تنه، و از آ۵ تا آ۸ برای افرادی با قطع اعضای بالاتنه هستند.

## فلج مغزی
کلاس‌بندی ورزشی فلج مغزی یک نظام کلاس‌بندی است که ورزشکاران فلج مغزی (به انگلیسی: Cerebral Palsy) یا به‌طور مخفف CP با تلفظ سی پی با درجه‌های متفاوت شدت برای رقابت منصفانه در برابر یکدیگر و در برابر افراد دیگر با معلولیت مختلف از آن استفاده می‌کنند. در کل، اتحادیه بین‌المللی ورزش‌ها و رفاه فلج مغزی‌ها (CP-ISRA) مرجعیت کلاس‌بندی ورزشی فلج مغزی را بر عهده دارد، هرچند برخی ورزش‌ها نظام کلاس بندی خودشان را دارند که ورزشکاران رعایت می‌کنند. نظام کلاس‌بندی توسعه‌یافته توسط سی‌پی-ایسرا هشت کلاس را دربردارد: سی پی۱، سی پی۲، سی پی۳، سی پی۴، سی پی۵، سی پی۶، سی پی۷ و سی پی۸. این کلاس‌ها را می‌توان در کل به فراویلچر، ویلچر و کلاس‌های ایستاده گروه‌بندی کرد. سی پی۱ کلاس مربوط به فراویلچر است، سی پی۲, سی پی۳ و سی پی۴ کلاس‌های مرتبط با ویلچر و سی پی۵, سی پی۶, سی پی۷ و سی پی۸ کلاس‌های ایستاده هستند.

## سایر کلاس‌بندی‌ها
دیگر کلاس‌بندی معلولیت‌ها عموماً دو طبقه را پوشش می‌دهد: افرادی با قد کوتاه و افرادی با میزان آسیب حرکتی کم‌تأثیر. به مورد دوم با عنوان PROM اشاره می‌شود. شماری ورزش‌ها برای افرادی منطبق با دیگر کلاس‌ها آزاد هستند، اگرچه شرایط اغلب وابسته کوتاه‌قدی و آسیب حرکتی کم‌تأثیر باشد. از لحاظ تاریخی، کلاس‌بندی ورزش‌های معلولان، افراد پیوند اعضا، مبتلایان به مرض قند و صرع را دربر نمی‌گرفته است؛ زیرا معلولیت باید دائمی باشد.
کلاس‌بندی ورزشی معلولان عموماً در سه یا چهار گام انجام می‌شود. گام نخست، معمولاً ارزیابی پزشکی است. دومین گام، معمولاً ارزیابی عملی است. این مرحله ممکن است دو بخش را دربرگیرد: مشاهده ورزشکار در هنگام تمرین و مشاهده ورزشکار در هنگام مسابقه. به جز ورزشکار افراد دیگری در این فرایند شرکت دارند، شامل کلاس‌بندی‌کنندگان انفرادی، کلاس‌بندی‌کنندگان پزشکی، کلاس‌بندی‌کنندگان فنی، کلاس‌بندی‌کننده ارشد، رئیس کلاس‌بندی، پانل کلاس‌بندی و کمیته کلاس‌بندی.

## هدف
هدف از کلاس‌بندی در ورزش معلولان فراهم ساختن رقابت منصفانه میان گونه‌های مختلف معلولیت‌هاست.
کمیته بین‌المللی پارالمپیک (IPC) نقشش را در گسترش کلاس‌بندی به عنوان مشارکت «در تعالی ورزش برای همه ورزشکاران و ورزش‌ها در جنبش پارالمپیک، [و] فراهم ساختن رقابت برابر» می‌بیند. هدف کلاس‌بندی را چنین می‌بیند: «فراهم[سازی] ساختاری برای رقابت. کلاس‌بندی اطمینان از اختلال یک ورزشکار مرتبط با کارایی ورزشی، و اطمینان از رقابت برابر آن ورزشکار با ورزشکاران دیگر را بر عهده دارد. According to the IPC, the classification process serves two roles. The first is to determine who is eligible and the second is to group sportspeople for the purpose of competition. The eligibility minimum is an impairment that limits the sportsperson's ability to participate in an activity.
هدف از کلاس‌بندی ورزشی معلولان مانند کلاس‌بندی گزینشی مورد استفاده در برخی ورزش‌ها است. چنین معیارهای گزینشی عبارتند از: جنسیت، سن، وزن یا قد. کلاس‌بندی گزینشی مبتنی بر متغیرهایی که مؤثر بر عملکرد تلقی می‌شوند با انگیزه به حداقل رساندن تأثیر این متغیرها در نتیجه انجام می‌گیرند، اگرچه گستره بزرگی بر حسب عملکرد درونی این کلاس‌بندی‌ها بر پایه دیگر متغیرها وجود دارد. کلاس‌بندی برای ورزش معلولان یک نظام عملکردمحور نیست که بازیکنان بر پایه سطح مهارت گروه‌بندی شوند. این نظام‌ها سطوح مختلف لیگ‌های اتحادیه فوتبال را دربرمی‌گیرند و در مسابقات حرفه‌ای گلف به کار می‌روند.

## تاریخچه

### دهه ۱۹۴۰
در دهه ۱۹۴۰ میلادی، لودویگ گوتمن در بیمارستان استوک مندویل تجربه نظام‌های کلاس‌بندی ورزش ضایعه نخاعی را با استفاده از یک نظام پزشکی‌محور آغاز کرد.

### دهه ۱۹۵۰
هم‌زمان با ایجاد نخستین نظام توسط لودویک گوتمن در سال ۱۹۵۲ میلادی در بیمارستان استوک مندویل، فدراسیون بین‌المللی ورزش‌های ویلچری استوک مندویل (ISMWSF) نظام کلاس‌بندی ورزشی ویژه ضایعه نخاعی‌ها را گسترش داد. این نظام در کتابچه قوانین که میان افراد مرتبط با ورزش افراد فلج در آن روزها همچون مربیان، پزشکان و فیزیوتراپ‌ها در کشورهای متعدد توزیع می‌شد، منتشر گشت. در آن زمان، این نظام کلاس‌بندی یک کلاس‌بندی پزشکی بود. تاریخ اولیه ورزش قطع عضو دارای تاریخ‌های متقارنی است. ورزش‌های افراد قطع عضو اروپا و آمریکا در طول دهه‌های ۱۹۵۰ و ۱۹۶۰ تا حد زیادی مستقل از یکدیگر گسترش یافتند. در اروپا افراد قطع یک یا هر دو عضو پایین‌تنه با عضو مصنوعی در ورزش‌ها شرکت می‌کردند. در ایالات متحده آمریکا افرادی با این گونه قطع عضو در عوض به ورزش‌های ویلچری می‌پرداختند.

### دهه ۱۹۶۰
سازمان بین‌المللی ورزش‌های معلولان (ISOD) در سال ۱۹۶۴ ایجاد شد و نخستین نظام مدون کلاس‌بندی را به منظور تسهیل سازمان‌دهی رقابت ورزشی افرادی با گونه‌های مختلف قطع عضو ایجاد کرد. در اصل ۲۷ کلاس مختلف مربوط به گونه‌های مختلف قطع عضو وجود داشت. این نظام به سبب شمار زیاد کلاس‌هایش قابل دفاع نبود.

### دهه ۱۹۷۰
در طول دهه ۱۹۷۰، در جامعه ورزشی معلولان جسمی، شکل‌گیری جدالی دربارهٔ مزیت‌های یک نظام پزشکی در برابر نظام کلاس‌بندی مبتنی بر کارکرد آغاز گردید. در خلال این دوره، افراد به هر دو روش احساس نیرومندی داشتند اما تغییرات عملی اندکی در نظام‌های کلاس‌بندی موجود انجام شده بود.
در ۱۹۷۱، قایق‌رانی تطبیقی در فرانسه با دو کلاس قایق‌رانان شرکت‌کننده ابتدایی برگزار شد: افرادی با معلولیت بینایی و افراد بهبودیافته از فلج اطفال. در فرانسه بهبودیافتگان از فلج اطفال از قایق‌هایی مجهز به پل‌های شناور به منظور افزایش استقامتشان استفاده می‌کردند. دیگر تغییرات در این قایق با توسعه یک سیستم لولایی برای حفظ قایقرانان از خستگی زودهنگام ایجاد گردید. در طول دهه‌های ۱۹۷۰ و ۱۹۸۰، قایقرانان نابینا مانند همتایان سالمشان از همان قایق‌ها استفاده می‌کردند اما یک داور در مسابقه آنان را راهنمایی می‌کرد. قایقرانان نابینا همچنین به در قایق بودن به همراه قایقرانان بینا تشویق می‌شدند، استفاده از یک فرد فلج یا کم‌توان ذهنی با توجه خاص به همراه قایقرانان نابینا برای کمک به آنان. در این دوره، کلاس‌بندی در فرانسه به اندازه تمرکزی که روی گنجاندن قایقرانان در جامعه قانونی قایقرانی وجود داشت، گسترش نیافت. در سال ۱۹۷۶، پیش از پارالمپیک ۱۹۷۶ شمار مجموع کلاس‌های قطع عضو به ۱۲ کلاس کاهش یافت.
در ۱۹۷۹، استیکتینگ رویولیدتی (Stichting Roeivalidatie) قایق‌رانی تطبیقی در هلند را بنیان گذاشت. تأکیدی بر کلاس‌بندی‌های پیشین وجود نداشت، بلکه در عوض گرد آمدن قایق‌رانی تطبیقی با قایق‌رانی عادی در باشگاه‌های قایق‌رانی مورد تأکید بود. سپس تلاش‌ها به مناسب‌سازی تجهیزات برای لباس و مایحتاج خاص فردی قایقرانان مرتبط با معلولیتشان جلب گشت.

### دهه ۱۹۸۰
بسکتبال نخستین ورزش معلولان بود که از نظام کلاس‌بندی کارکردی به جای نظام کلاس‌بندی پزشکی بهره جست. اولین تجربه‌ها با این نظام در بسکتبال در دهه ۱۹۸۰، با آزمایش آن در جام طلایی قهرمانی ۱۹۸۳ آغاز گشت. در آن زمان، چهار کلاس در این رشته ورزشی وجود داشت. این رقابت اثبات کرد که کلاس‌بندی‌کنندگان ISMGF با کلاس‌بندی صحیح بازیکنان که نمایانگر تواناییشان بود بهترین عملکردها را داشتند. این نظام تازه بر اعتماد بازیکن افزود، و از انتقاد بر آن نظام کلاس‌بندی را چنان‌که اتهام یک کلاس‌بندی نادرست را مطرح‌می‌کردند، کاست. نظام کلاس‌بندی کارکردی مورد استفاده در جام طلایی قهرمانی ۱۹۸۳ به دست هورست استراخکندل در کلن گسترش یافت. این نظام همان بود که از آن پس با موفقیت در کمیته بین‌المللی به کار گرفته شده است. متعاقباً در مسابقات جهانی معلولان ۱۹۸۴ در انگلستان از آن استفاده شد. معرفی یک نظام کلاس‌بندی کارکردی همچنین به آن معنا بود که بازیکنان قطع عضو برای نخستین بار می‌توانستند در عرصه ورزش مشارکت نمایند. با وجود بجا بودن این نظام در هنگام پارالمپیک‌های ۱۹۸۴ و ۱۹۸۸، یک تصمیم تا سال ۱۹۹۲ که نخستین بار مورد استفاده قرار گرفت، کاربرد آن در بازی‌های پارلمپیک را به تعویق انداخت. این امر تا اندازه‌ای نتیجه کشمکشی میان ISMGF و کمیته بسکتبال با ویلچر بود. ISMGF تا حدی با پذیرش کامل یک نظام کلاس‌بندی کارکردی در ورزش مخالف بود. این کشمکش رسماً تا سال ۱۹۸۶ که مردان و زنان ایالات متحده آمریکا تهدید کردند مسابقات بزرگ را تحریم می‌کنند مگر این‌که نظام کارکردی به‌طور کامل اجرا شود، به پایان نرسید.
افراد فلج مغزی نخستین بار در سال ۱۹۸۰ میلادی در بازی‌های پارالمپیک به میزبانی آرنم هلند حضور یافتند. در حالی که در آن زمان چهار کلاس موجود بود، این برنامه تنها دو کلاس کارکردی بالاتر را دربرداشت. این چهار کلاس بر محور هماهنگی، انواع فلج مغزی و توانایی‌های کارکردی تعریف می‌شدند.
در آغاز بخشی از یک سازمان گسترده در سال ۱۹۸۱ سازمانی مستقل گردید. فلج مغزی سطح ملی و سازمان ورزشی فلج مغزی هم‌زمان معرفی شدند. در ۱۹۸۲، این نظام کلاس‌بندی از چهار کلاس به هشت کلاس گسترش یافت که چهار کلاس ایستاده و چهار کلاس ویلچر را دربرمی‌گرفت و از یک نظام کلاس‌بندی کارکردی بهره می‌برد. در ۱۹۸۳، سی‌پی-ایسرا کلاس‌بندی ویژه مسابقه‌دهندگان فلج مغزی را در ورزش‌های گوناگونی چون بوچیا و دو و میدانی بر عهده گرفت. این کلاس‌بندی مبتنی بر نظام طراحی‌شده برای رقابت‌های دو و میدانی چمن بود اما در ورزش‌های بسیار گوناگونی چون تیراندازی با کمان و بوچیا استفاده شد. این نظام در ابتدا با پنج کلاس‌بندی، و پس از رایزنی متخصصان پزشکی با دو سازمان بین‌المللی ورزشی دیگر، آیساد و آی‌سی‌پی‌اس طراحی شد. آنان افراد فلج مغزی با عنوان گروه ناتوان ذهنی ناشی از آسیب معرفی شدند. افراد دارای فلج مغزی یا آسیب ناتوانی ذهنی واجد شرایط کلاس‌بندی در این گروه‌ها بودند. آن سازمان کلاس‌بندی‌های ویژه افرادی با آسیب‌های مشابه را نیز بررسی کرد. افراد دارای ضایعه نخاعی مادرزاد واجد شرایط نظام کلاس‌بندی آنان نبودند مگر آن‌که گواهی پزشکی معلولیت حرکتی داشتند. افراد دارای فلج مغزی و صرع واجد شرایط بودند مشروط به آن‌که این وضعیت مخل تواناییشان در رقابت نباشد. افراد سکته‌ای بر پایه گواهی پزشکی واجد شرایط بودند. مسابقه‌دهندگان مبتلا به ام‌اس، تحلیل عضلانی و شرح مفاصل شرایط کلاس‌بندی سی‌پی-ایسرا را نداشتند اما واجد شرایط سازمان بین‌المللی ورزش‌های معلولان در بازی‌های دیگر بودند. در پارالمپیک ۱۹۸۴ ورزش‌های فلج مغزی برای نخستین بار فقط با دربرگرفتن فوتبال سی‌پی و بوچیا به برنامه مسابقات افزوده شد. در خلال دهه ۱۹۸۰ انتقال از کلاس‌بندی پزشکی به کاربردی توسط آی‌اس‌دابلیوام‌اف یکی از سازمان‌های انجام‌دهنده این تغییر به پشتیبانی از ورزش‌های با ویلچر ایجاد شد. برخی ورزش‌های ویلچری در طول این دوره شاهد معرفی نظام‌های کلاس‌بندی ورزشی ویژه بودند، همچون شمشیربازی با ویلچر که با نظام کلاس‌بندی آی‌دابلیواف در پارالمپیک ۱۹۸۸ در سئول برگزار گردید. این نظام نخستین بار در مسابقات قهرمانی اروپا ۱۹۸۷ در گلاسکو به کار گرفته شد، و پیش از استفاده در مسابقات قهرمانی اروپا ۱۹۸۸ تغییرات کوچکی در آن انجام گردید.

## نگارخانه

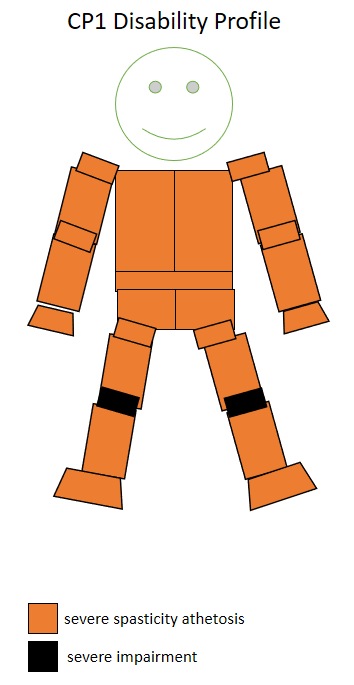
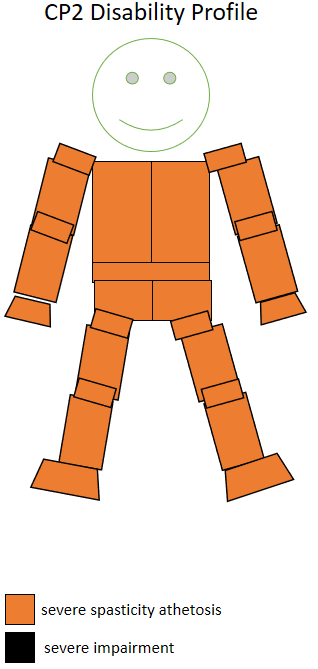
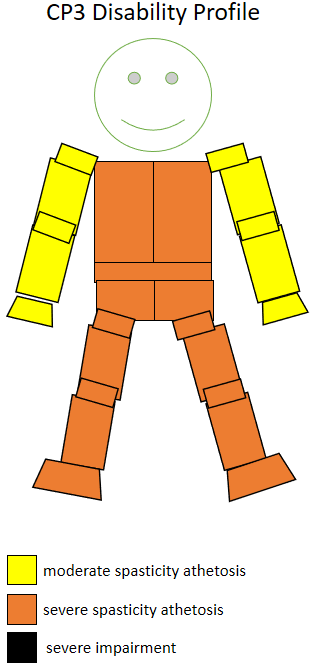
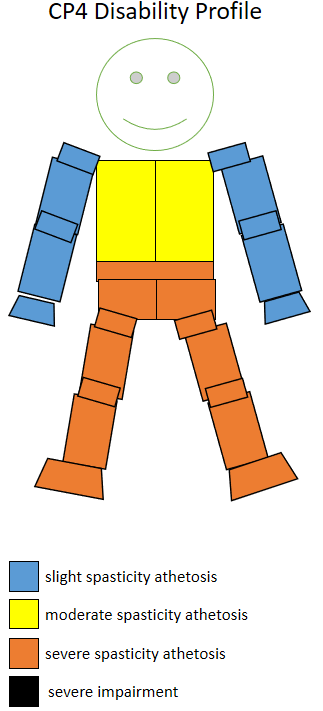
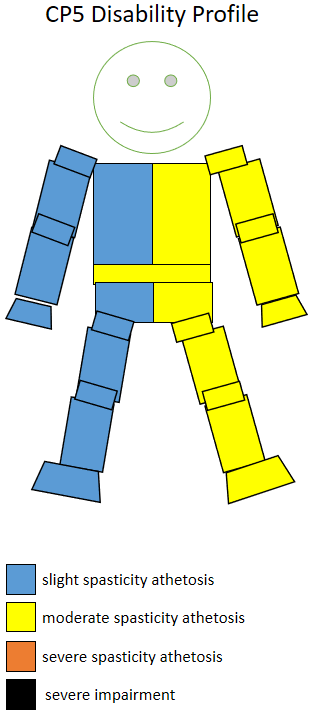
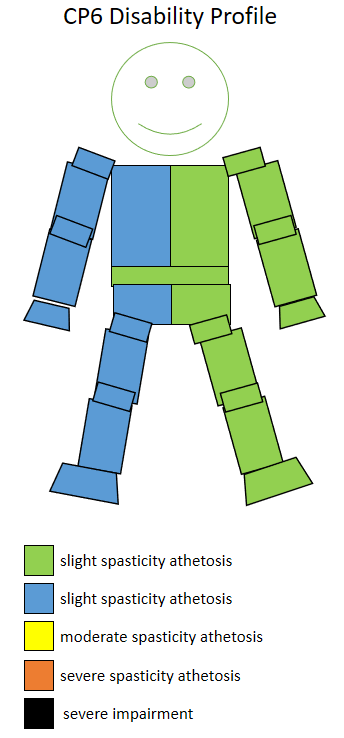
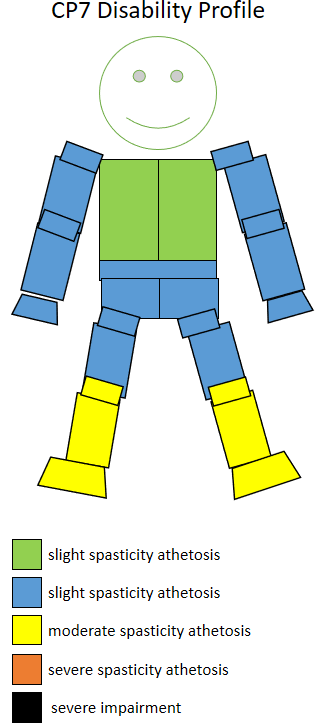
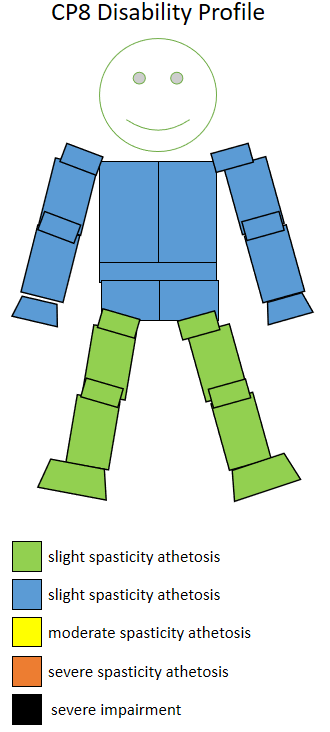